# Буйонський замок
Буйонський замок (фр. Château de Bouillon, нім. Burg Bouillon) — середньовічний замок у Бельгії, містечко Буйон. Найдавніший замок-фортеця країни, на кордоні з Францією у провінції Люксембург. Також — Бульйонський замок.

## Історія

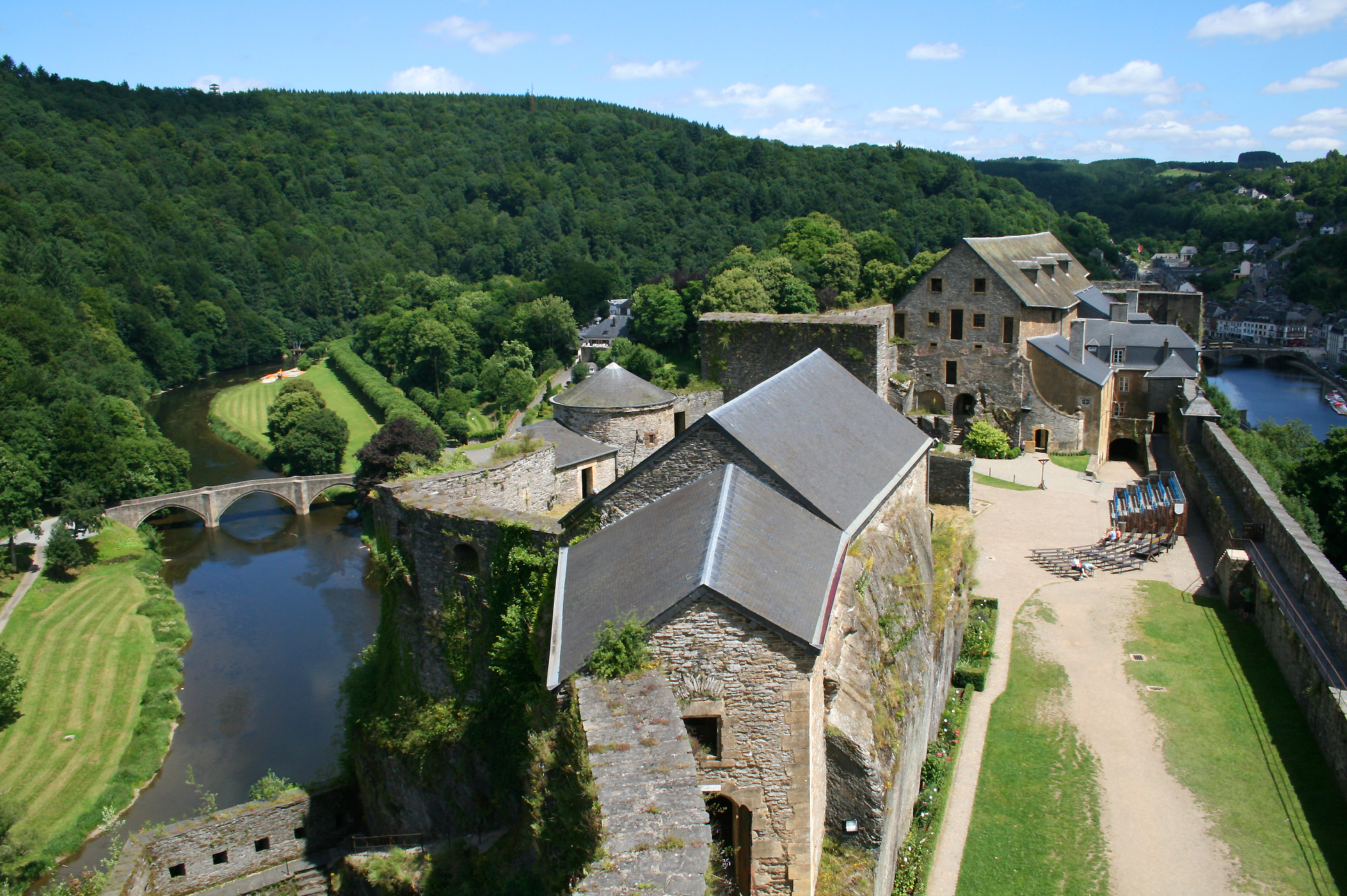

Перші укріплення замку були зведені у XI столітті, між 1050 і 1067 роками, Ґотфрідом II для захисту герцогства Нижня Лотарингія.

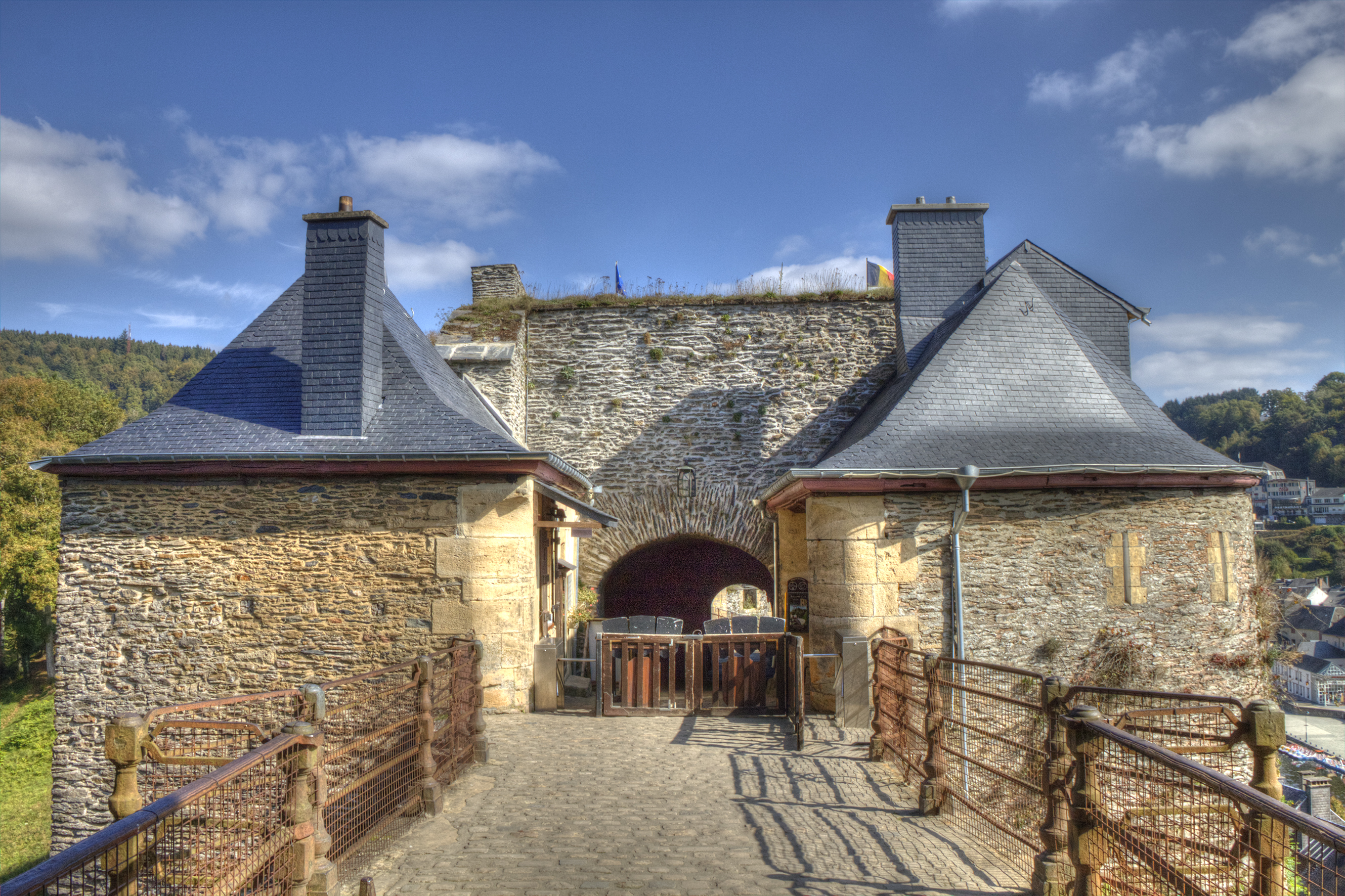

У 1096 році власник Буйонського замку Ґотфрід V Буйонський заклав його єпископу Отберту Льєжському, щоб на ці кошти взяти участь у Першому хрестовому поході. Після цього замок тривалий час належав Льєзькій єпархії. У 1134 році замок захопив Раймон де Бар, але незабаром повернув його єпископу. У XVII столітті замок було перебудовано в фортецю.
У 1420 Буйонський замок придбали аристократи з роду Аренберґ, хоча формально він й надалі залишався власністю льєзьких єпископів. У 1482 році Марк-Аренберґ юридично закріпити володіння замок за собою. Пторе у 1521 році імператор Карл V повернув замок льєжській єпархії. З 1548 роки замком знову володіли Аренберґи. Після одруження Анрі де Ла-Тур-д'Оверня з Шарлоттою де ла Марк Буйонський замок перейшов до роду Ла-Тур-д'Овернь.
У 1672 році замок обложили французькі війська короля Людовика XIV, і після 20-ти денної облоги захопили. У 1678 році замок знову переданий сімейства Ла-Тур-д'Овернь.
З 1693 року замок було взято під королівську опіку. У цей період Буйонський замок був перебудований у сучасну фортецю французьким військовим архітектором Себаст'єном ле Претр де Вобаном.
У 1795 році фортеця та герцогство Буйонське офіційно перейшли до Франції. У 1815 році, після завершення наполеонівських війн, герцогство Буйон разом із фортецею увійшли в Нідерландське королівство. Після Бельгійської революції, у 1830 році перейшли до новоствореного королівства Бельгії. Після цього фортеця ще деякий час використовувалася за прямим призначенням. У 1870 році, під час французько-прусської війни, у фортеці розміщувався німецький військовий шпиталь.
Нині у замку діє музей.

## Опис
У Буйонському замку від ранніх середньовічних споруд майже нічого не залишилося. Сучасний вигляд замок набув у XVII—XIX ст. Нині замок складається з трьох частин, пов'язаних між двома підвісними мостами.

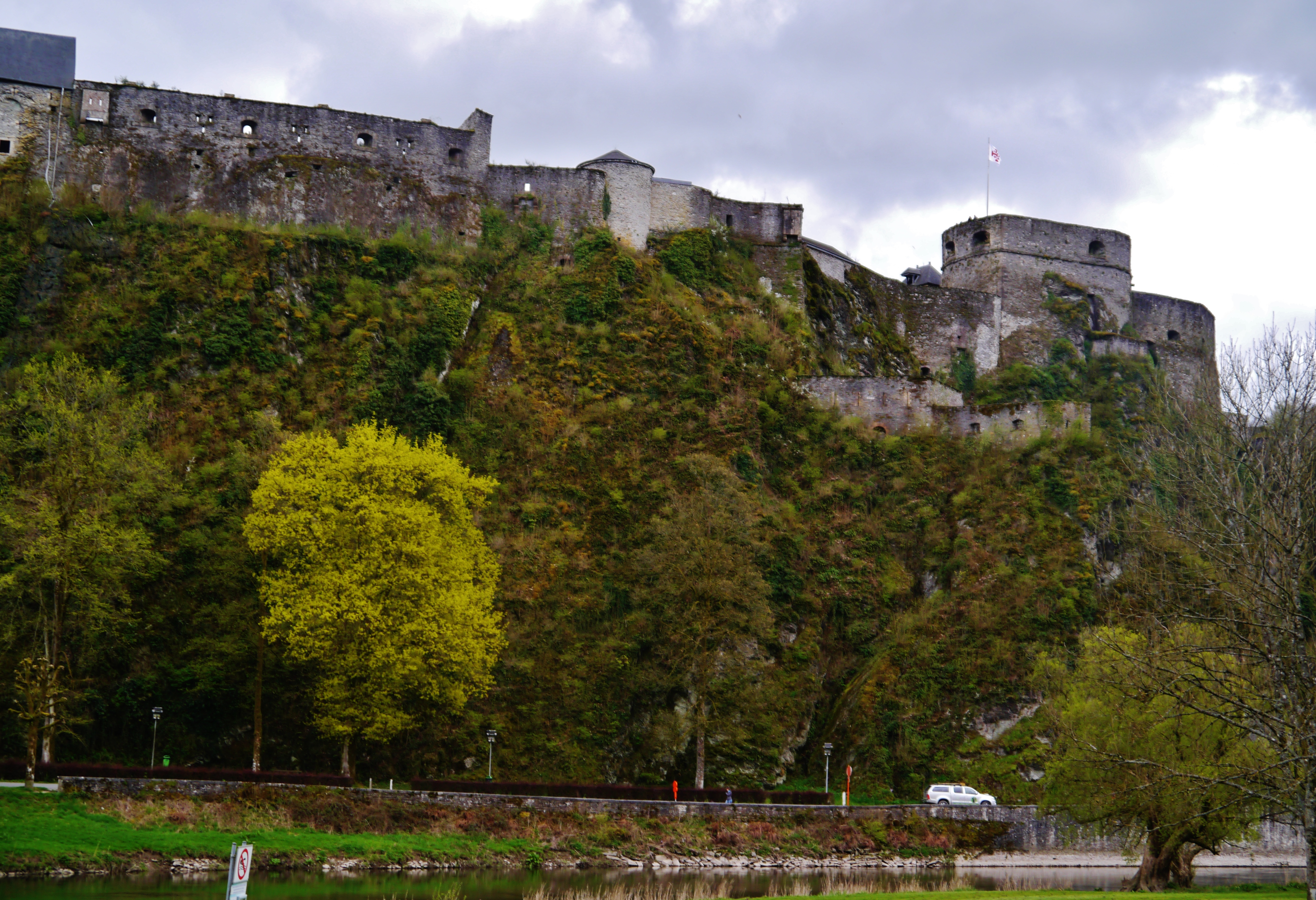
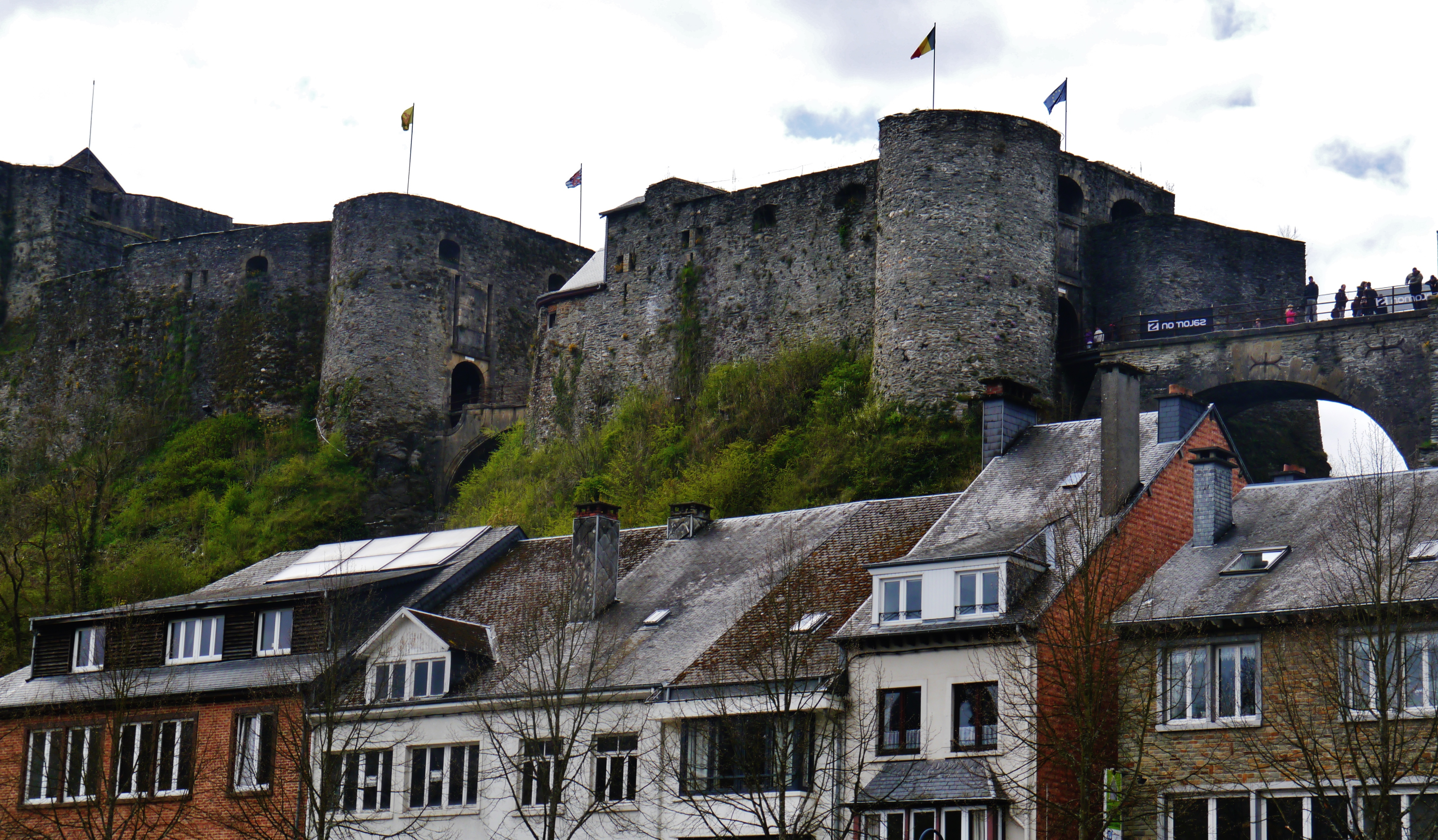
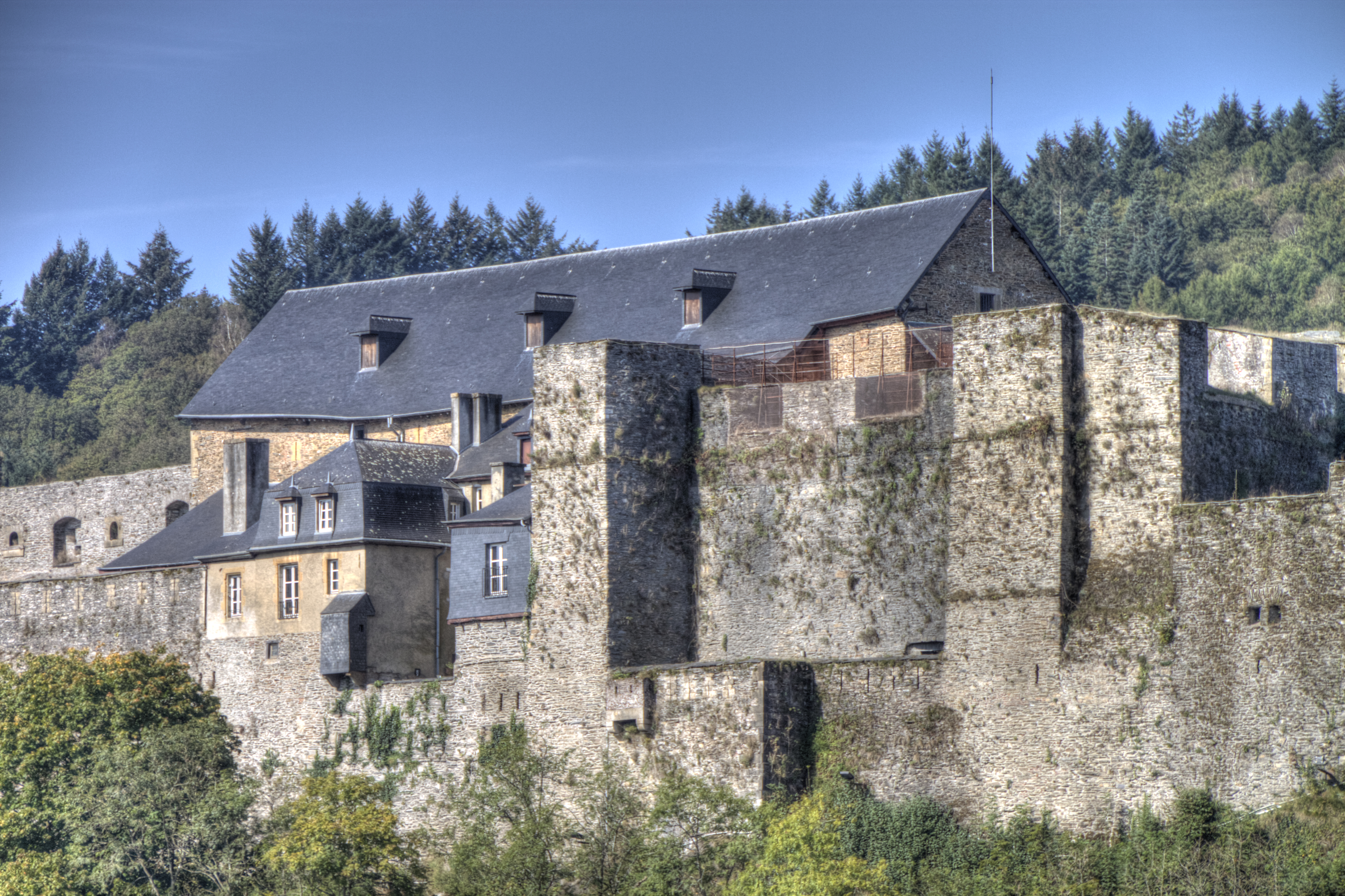
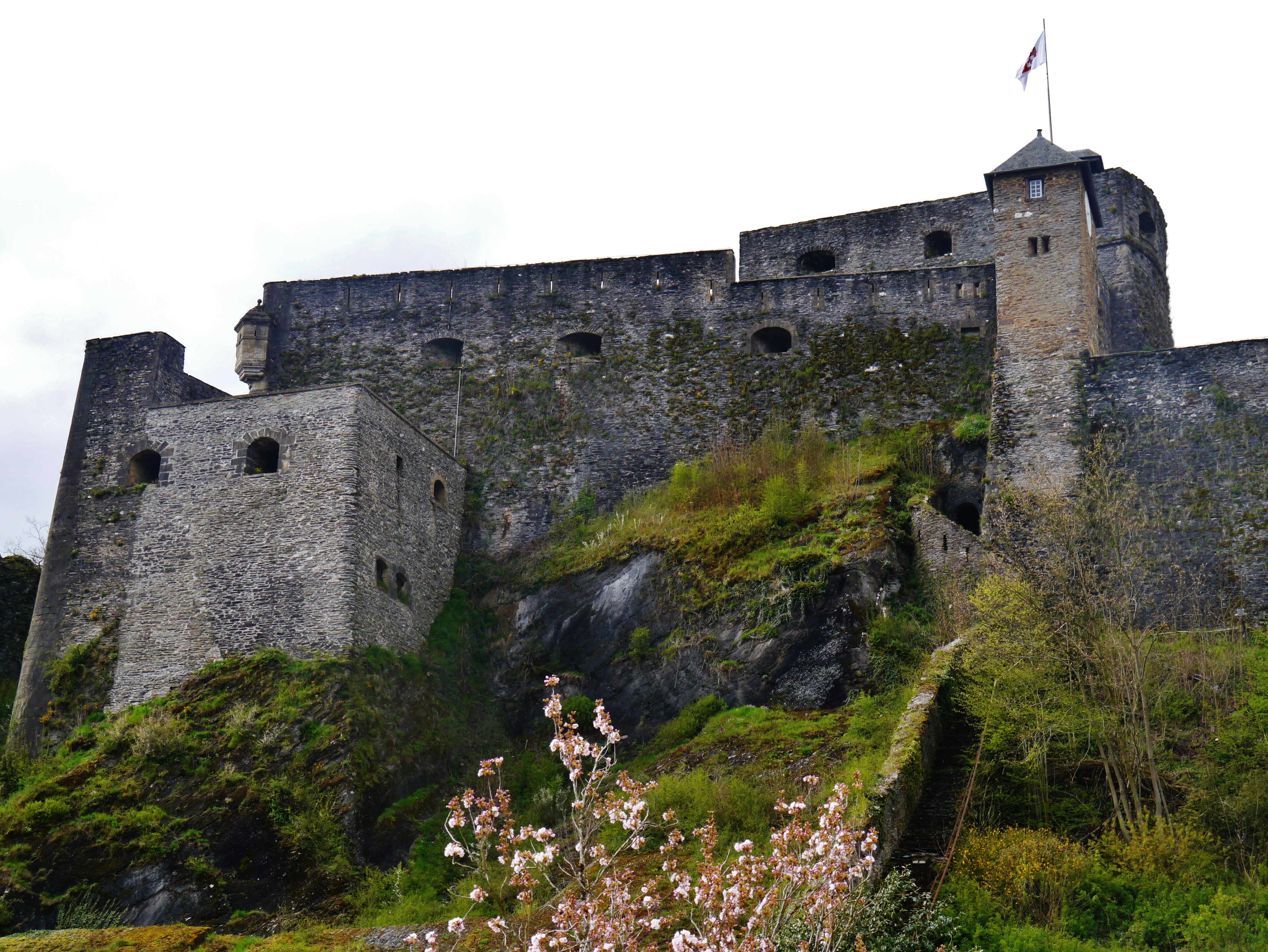
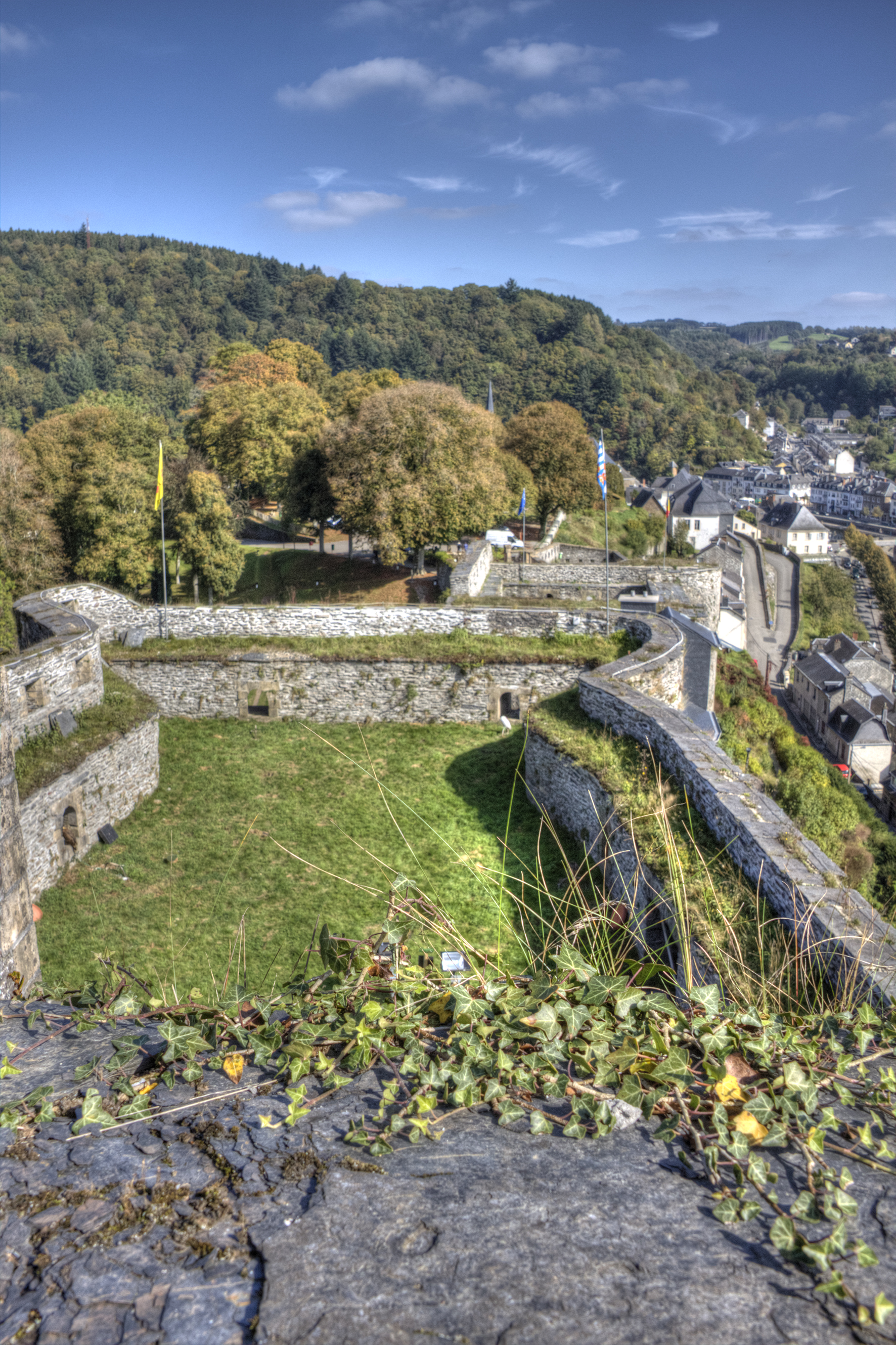